# Ютіка (Мічиган)
Ютіка (англ. Utica) — місто (англ. city) в США, в окрузі Маком штату Мічиган. Населення — 5245 осіб (2020).

## Географія
Ютіка розташована за координатами 42°37′43″ пн. ш. 83°1′24″ зх. д. / 42.62861° пн. ш. 83.02333° зх. д. (42.628745, -83.023330).  За даними Бюро перепису населення США в 2010 році місто мало площу 4,51 км², з яких 4,43 км² — суходіл та 0,08 км² — водойми.

## Демографія
Згідно з переписом 2010 року, у місті мешкало 4757 осіб у 2218 домогосподарствах у складі 1245 родин. Густота населення становила 1054 особи/км².  Було 2463 помешкання (546/км²).
Расовий склад населення:
| - 90,4 % — білих - 3,5 % — азіатів - 1,9 % — чорних або афроамериканців - 0,5 % — корінних американців - 1,9 % — осіб інших рас |

До двох чи більше рас належало 1,8 %. Частка іспаномовних становила 3,8 % від усіх жителів.
За віковим діапазоном населення розподілялося таким чином: 17,9 % — особи молодші 18 років, 64,7 % — особи у віці 18—64 років, 17,4 % — особи у віці 65 років та старші. Медіана віку мешканця становила 41,7 року. На 100 осіб жіночої статі у місті припадало 90,1 чоловіків;  на 100 жінок у віці від 18 років та старших — 86,4 чоловіків також старших 18 років.
Середній дохід на одне домашнє господарство  становив 62 480 доларів США (медіана — 48 555), а середній дохід на одну сім'ю — 71 863 долари (медіана — 63 663). Медіана доходів становила 51 034 долари для чоловіків та 39 167 доларів для жінок. За межею бідності перебувало 11,5 % осіб, у тому числі 16,1 % дітей у віці до 18 років та 9,1 % осіб у віці 65 років та старших.
Цивільне працевлаштоване населення становило 2252 особи. Основні галузі зайнятості: виробництво — 22,9 %, освіта, охорона здоров'я та соціальна допомога — 18,3 %, роздрібна торгівля — 13,9 %, науковці, спеціалісти, менеджери — 10,9 %.